# Servia, Grecia
Servia (în greacă Σέρβια, transliterat: Sérvia, în turcă Serfiçe, Serfice sau Serfiğe) este un oraș din nord-vestul Greciei, în periferia Macedonia de Vest. Din 2011, face parte din municipalitatea Servia-Velvendo, care este, de asemenea, sediul administrativ (până atunci aparținea municipiului separat Servia cu același nume). Așezarea este situată pe versanții vestici ai Muntelui Kamvounia, adică de-a lungul malului drept al râului Haliacmon (cel mai mare râu din Grecia).
Conform datelor de la recensământul din 2011, în așezare locuiau 3.540 de locuitori.